# Campionati mondiali di taekwondo a squadre 2023 (novembre)
L'edizione di novembre dei Campionati mondiali di taekwondo a squadre 2023 si sono svolti dal 14 al 16 novembre al Korea International Exhibition Center di Goyang, in Corea del Sud. È stata la 12ª edizione del torneo, organizzato dalla World Taekwondo.

## Podi
| Evento           | Oro           | Argento   | Bronzo  |
| Torneo maschile  | Iran          | Australia | Brasile |
| Torneo femminile | Corea del Sud | Marocco   | Cina    |
| Torneo misto     | Brasile       | Marocco   | Iran    |

## Medagliere
| Posiz. | Nazione       | Oro | Argento | Bronzo | Totale |
| ------ | ------------- | --- | ------- | ------ | ------ |
| 1      | Iran          | 1   | 0       | 1      | 2      |
| 1      | Brasile       | 1   | 0       | 1      | 2      |
| 3      | Corea del Sud | 1   | 0       | 0      | 1      |
| 4      | Marocco       | 0   | 2       | 0      | 2      |
| 4      | Australia     | 0   | 1       | 0      | 1      |
| 5      | Brasile       | 0   | 0       | 1      | 1      |
| Totale | Totale        | 3   | 3       | 3      | 9      |